# BQ (công ty)
BQ đôi khi được gọi là bq là một thương hiệu Tây Ban Nha chuyên thiết kế, bán và phân phối đầu đọc điện tử, máy tính bảng, điện thoại thông minh, máy in 3D và bộ dụng cụ robot., thiết bị đa phương tiện, máy in 3D.
Công ty mẹ của hãng là Mundo Reader SL, đã ra mắt đầu đọc điện tử đầu tiên vào năm 2009 dưới thương hiệu Booq và đổi tên thành BQ vào năm 2010. Năm 2013, BQ đã chính thức ra mắt smartphone đầu tiên của hãng có tên Aquaris E4.5. Không lâu sau đó, model này đã trở thành chiếc điện thoại bán chạy nhất Tây Ban Nha. Năm 2017, BQ đã bán 1,1 triệu điện thoại di động là nhà sản xuất lớn thứ ba với nhiều đơn vị được bán ở Tây Ban Nha (10,3% thị phần theo IO Đổi mới).
Tại Việt Nam công ty VinSmart (thuộc Vingroup) ký hợp đồng mua lại BQ làm chi nhánh riêng để phát triển 2 dòng smartphone thương hiệu Vsmart. Công ty con mới này cũng sẽ giúp VinSmart nghiên cứu và phát triển sản phẩm Vsmart.

## Lịch sử
Lịch sử của công ty bắt đầu từ năm 2005, khi sáu sinh viên đến từ Đại học Kỹ thuật Madrid đã cùng nhau thành lập công ty MemoriasUSB (StarTic). Nguồn doanh thu chính của công ty đến từ việc sản xuất và bán (trực tuyến) các sản phẩm USB. Năm 2009, StarTic thâu tóm Luarna, một nhà xuất bản sách trực tuyến, và bắt đầu dự án phát triển chiếc máy đọc sách (ebook reader) đầu tiên. Sản phẩm bán ra năm 2010 với tên gọi Mundo Reader SL. Sau đó, các sản phẩm Mundo Reader tiếp tục đến tay người tiêu dùng ở Tây Ban Nha và Bồ Đào Nha dưới thương hiệu BQ.

## Sản phẩm

### Điện thoại thông minh

#### Aquaris E Serie

Aquaris E5

Aquaris E là dòng điện thoại thông minh đầu tiên của BQ từ tháng 5 năm 2014 và, theo công ty, được thiết kế hoàn toàn ở Tây Ban Nha. Aquaris E4, Aquaris E4.5, Aquaris E5 HD, Aquaris E5 FHD und Aquaris E6 có kích thước màn hình từ 4 đến 6 inch, tùy thuộc vào tên model. Tất cả các thiết bị chấp nhận hai thẻ SIM và không được gắn với một sim (không khóa sim). Điều này vẫn áp dụng cho tất cả các mô hình BQ mới hơn.
Vào tháng 11 năm 2014, BQ đã giới thiệu Aquaris E5 LTE, một điện thoại thông minh có màn hình lớn 5 inch được gọi là màn hình lượng tử với không gian màu đặc biệt lớn. Các tính năng khác bao gồm lớp phủ vân tay, bộ xử lý Qualcomm Snapdragon 410 với bộ xử lý đồ họa Adreno 306 và RAM 1 hoặc 2 GB, bộ nhớ trong 16 GB và pin có dung lượng 2850 mAh.
Đầu năm 2015, BQ đã giới thiệu điện thoại thông minh đầu tiên có hệ điều hành Ubuntu, Aquaris E4.5 Ubuntu Edition. vor, das Aquaris E4.5 Ubuntu Edition. 30 phần trăm của tất cả các điện thoại thông minh Ubuntu được bán ở châu Âu đã được mua ở Đức. Các tính năng bao gồm bộ xử lý lõi tứ Cortex-A7 của MediaTek (tối đa 1,3 GHz), bộ nhớ 8GB và bộ nhớ 1GB.

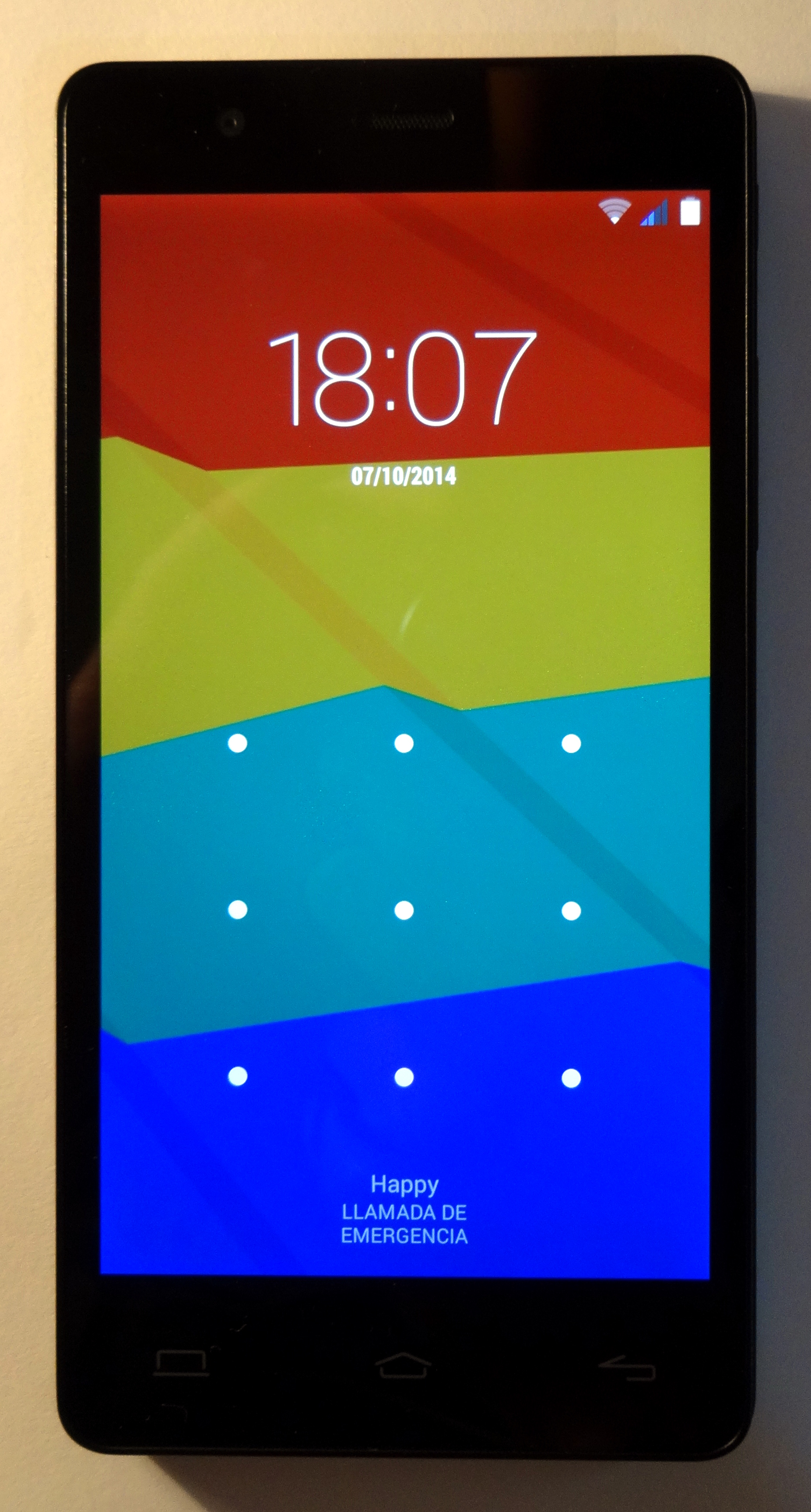
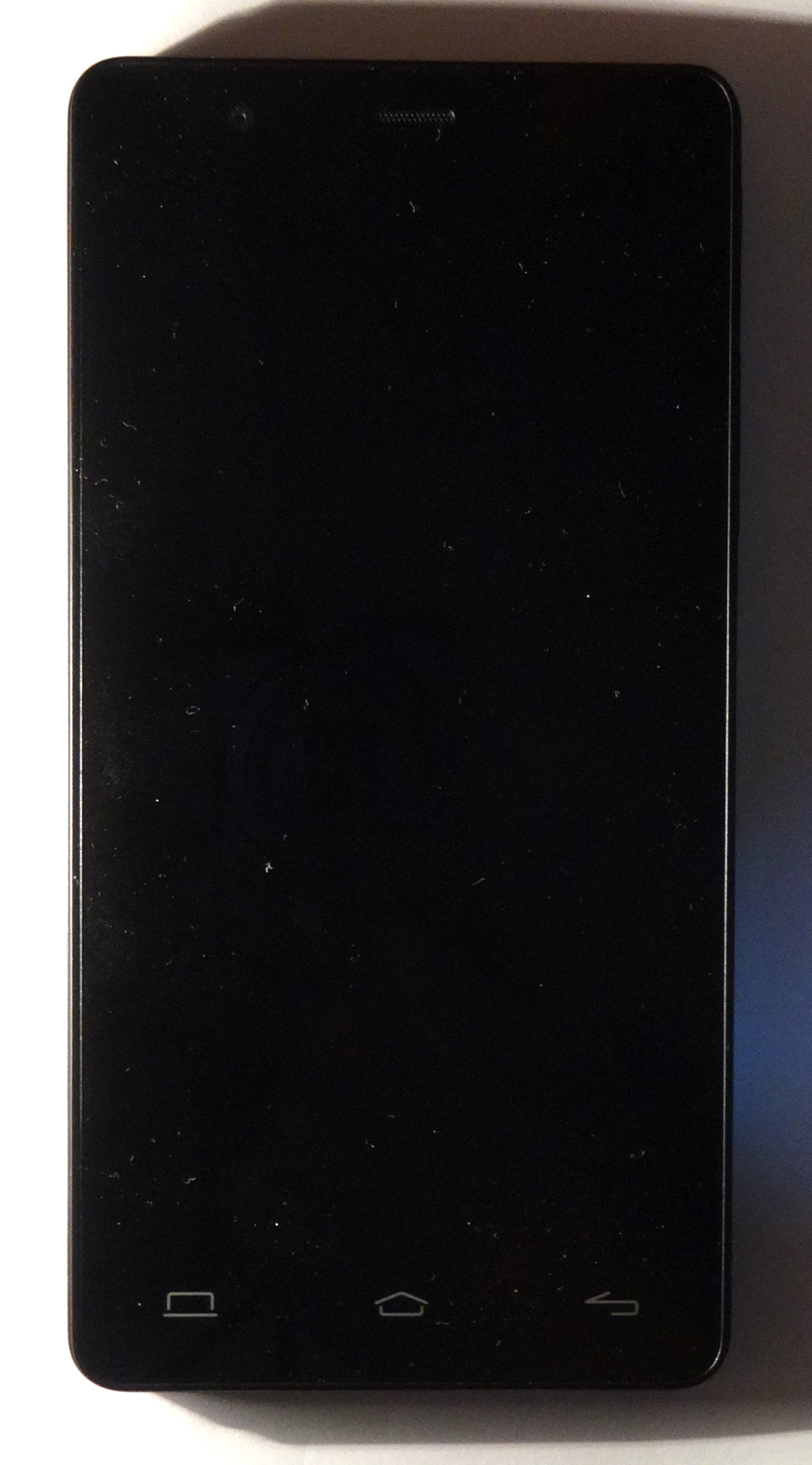
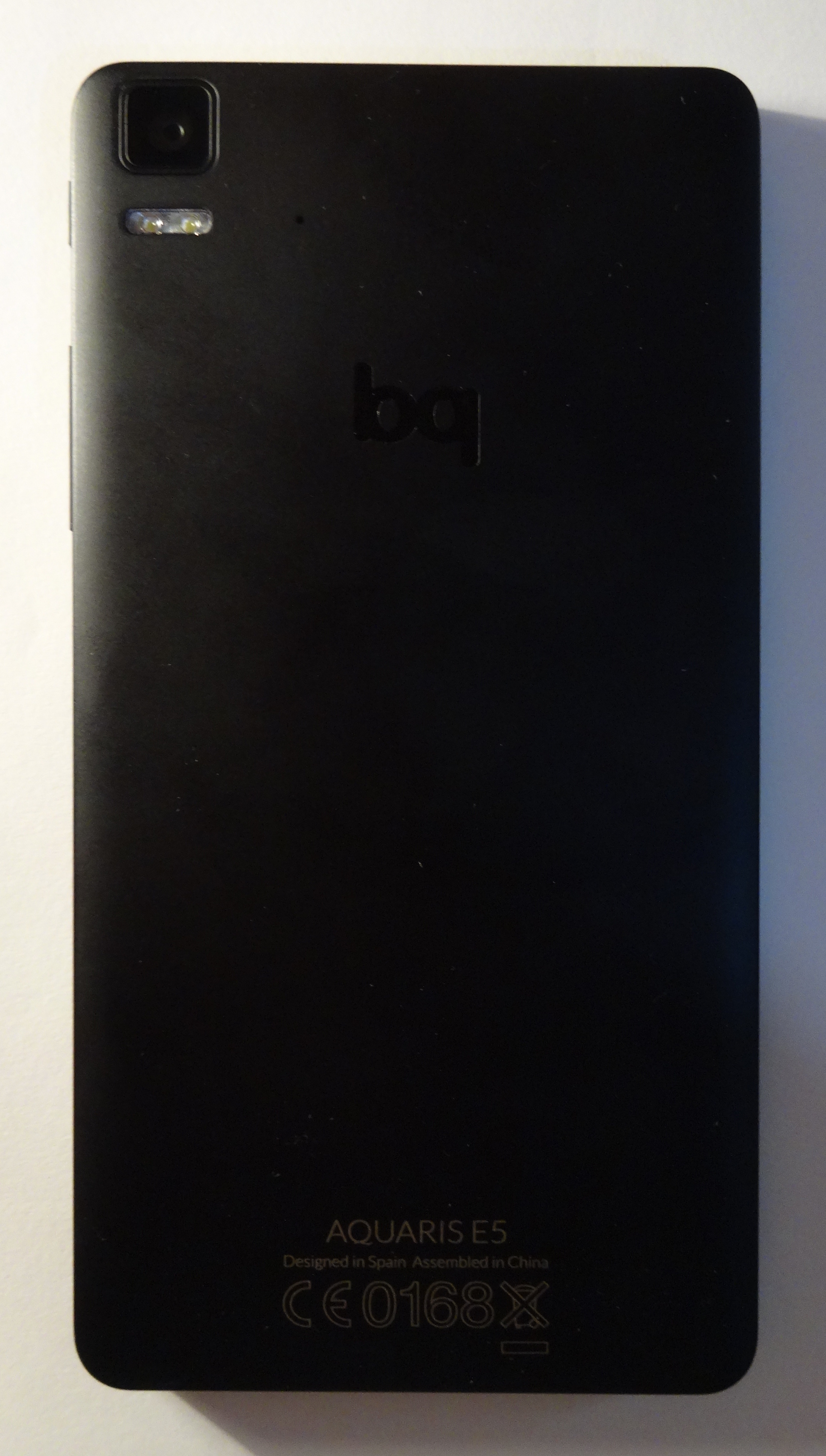
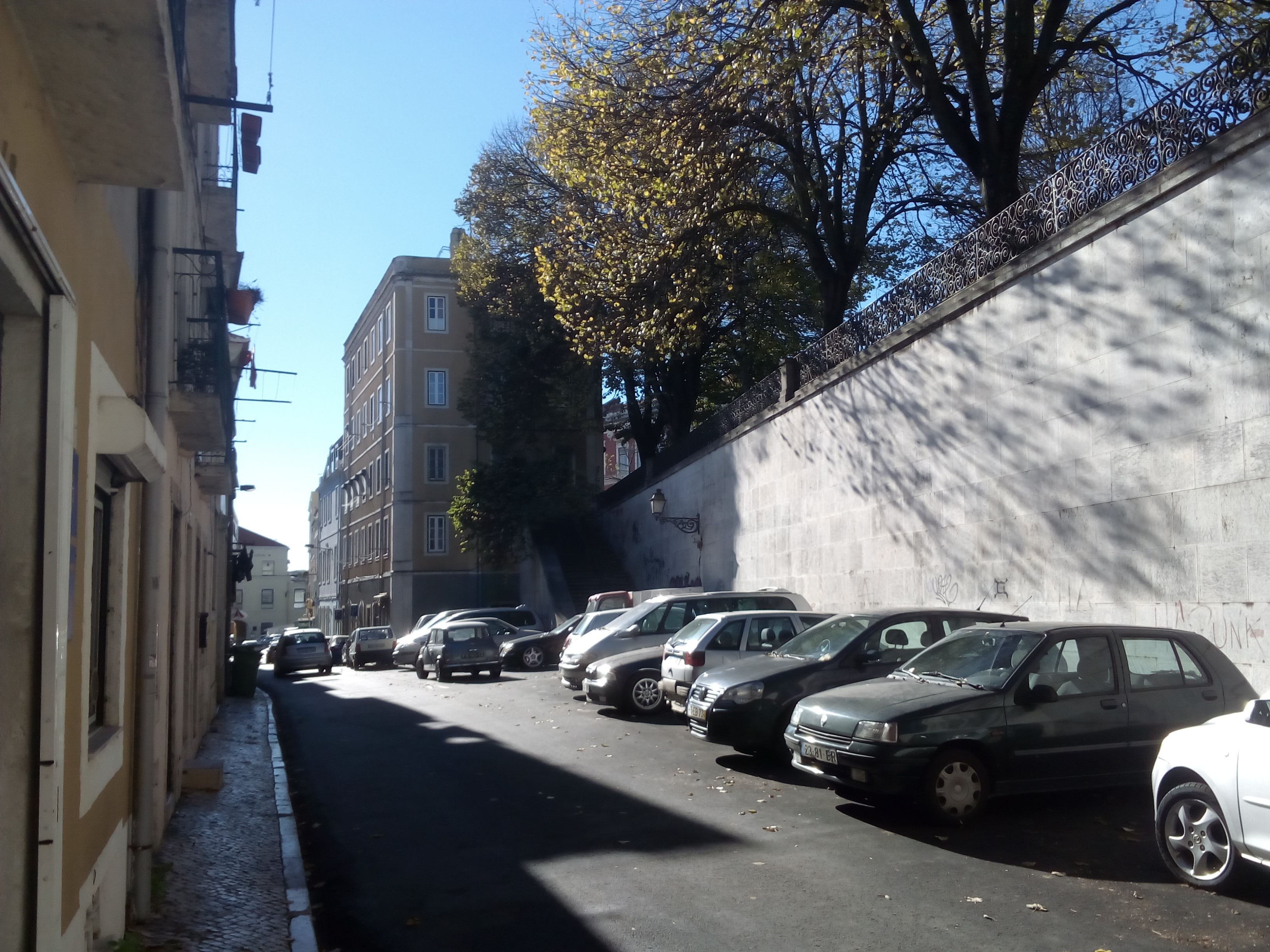
Ảnh chụp bởi Bq Aquaris E4
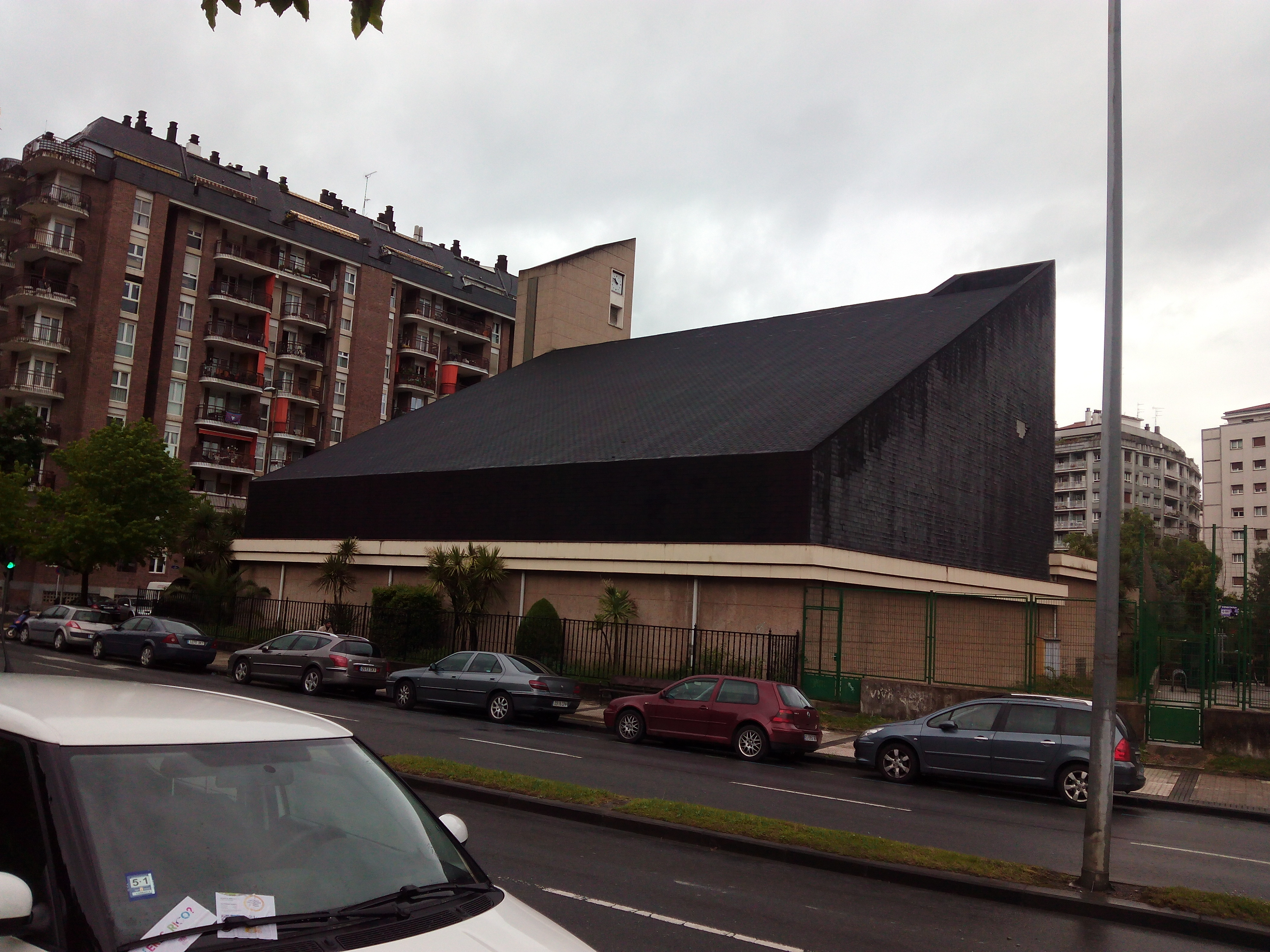
Ảnh chụp bởi E6
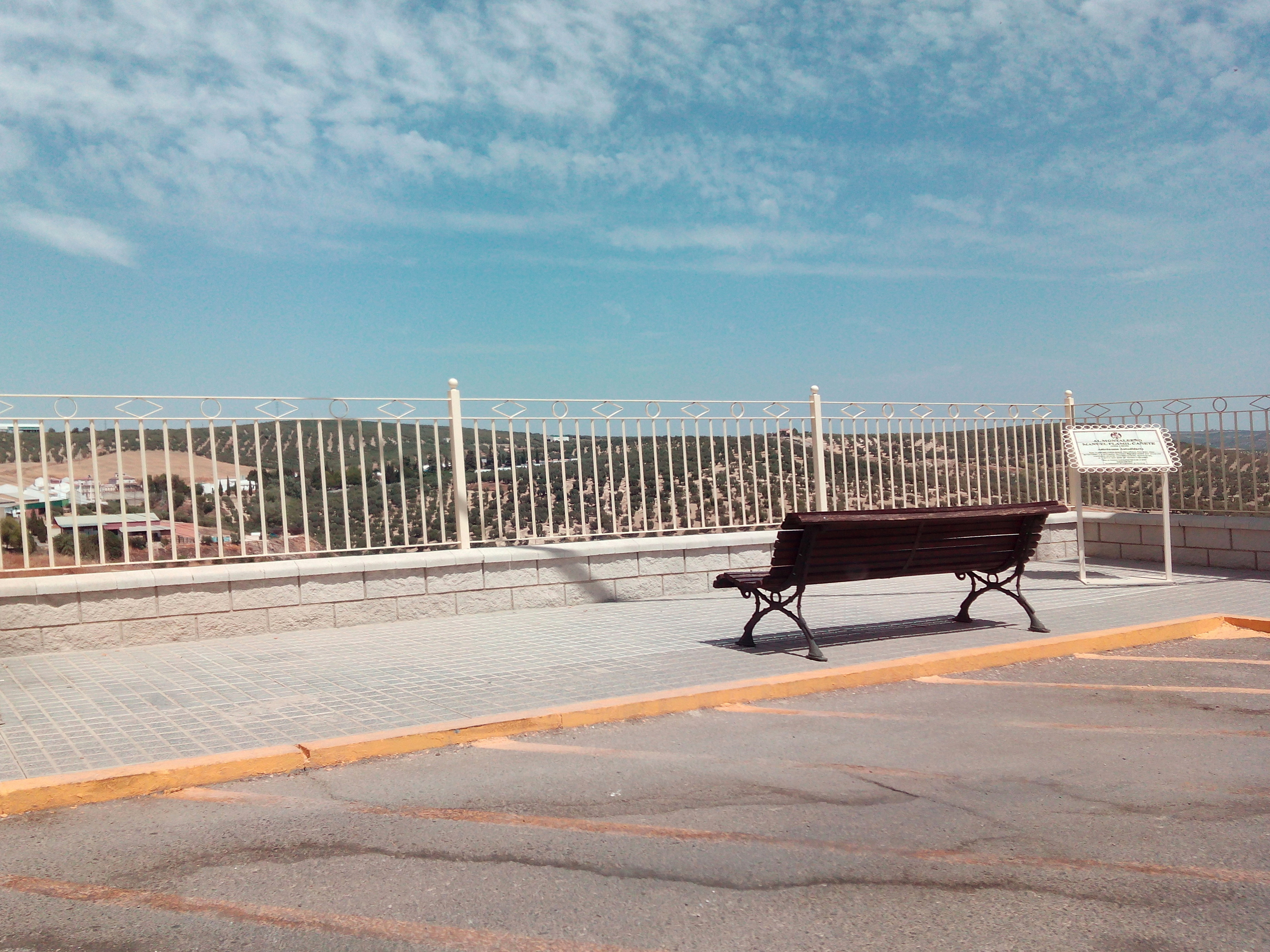
Ảnh của E5

#### Aquaris M Series
Vào cuối tháng 2 năm 2015, BQ đã giới thiệu dòng Aquaris M mới. Một số phiên bản của Aquaris M4.5, M5 và M5.5 đã được ra mắt trong năm.

#### Aquaris X Serie
Vào cuối năm 2015, BQ đã giới thiệu Aquaris X5 như một phần của triển lãm BQ Open Days trong nhà. Các tính năng bao gồm bộ xử lý lõi tứ Qualcomm Snapdragon 412 và khung nhôm.
Vào giữa năm 2016 tiếp theo với Aquaris X5 Plus, bản kế nhiệm với cảm biến vân tay. Ra mắt chính thức của Đức là vào ngày 11 tháng 8 năm 2016. Là một tính năng đặc biệt, đây là điện thoại thông minh châu Âu đầu tiên hỗ trợ các định vị Galileo. Tính năng này đã được mở khóa bằng bản cập nhật phần mềm vào tháng 11 năm 2016.</ref>

#### Aquaris U Serie
Vào tháng 9 năm 2016, Aquaris U, U Plus và U Lite đã phát hành ba điện thoại thông minh 5 inch cấp nhập cảnh. Mẫu U Plus đắt nhất có cảm biến vân tay và camera 16 MP; Cả ba thiết bị đều có độ phân giải 720p và LTE.
Năm 2017, Aquaris U2 và Aquaris U2 lite đã được giới thiệu. Các điện thoại thông minh 5,2 inch được cung cấp bởi Snapdragon 435 và 425 (U2 lite).

### Máy tính bảng
Ở thế hệ đầu tiên, BQ cung cấp một số máy tính bảng từ 8 đến 10,1 inch: Edison 3, Edison 3 mini và Aquaris E10.
Phiên bản Aquaris M8, M10 và M10 Ubuntu Edition tạo thành một thế hệ máy tính bảng mới hơn với 8 và 10,1 inch tương ứng.

### Máy in 3D
Đầu năm 2014, máy in 3D đầu tiên đã được ra mắt, máy in "Witbox" hoàn toàn do Tây Ban Nha sản xuất. Sau một vài tháng, "Witbox" đã trở thành máy in 3D tốt thứ tư trên thế giới, theo Xếp hạng chất lượng hàng đầu của HUB 3D và được bán tại hơn 50 quốc gia.
Thiết bị được thiết kế để sử dụng tại nhà, cung cấp khối lượng in tương đối lớn và hoàn toàn đóng cửa vì lý do an toàn. Nó có thể được chạy với các phần mềm nguồn mở như Dil3r, Cura, Pronterface hoặc Repetier.
Từ năm 2014, công ty cũng đã sản xuất và tiếp thị máy in 3D Prusa i3 Hephestos (có sẵn dưới dạng một bộ).
Vào tháng 4 năm 2015, máy quét 3D Ciclop đã được tung ra thị trường. Đây là máy quét 3D đầu tiên có phần cứng và phần mềm, thông tin về thuật toán và thiết kế có thể truy cập tự do hoặc nguồn mở. Hầu hết các bộ phận của Ciclop được sản xuất tại nhà máy máy in 3D của BQ ở Tây Ban Nha.

### Robot học tập
Từ năm 2014, BQ đã được dành riêng cho việc học robot Robotics. Có phần cứng (Printbots và bảng 'BQ ZUM'), phần mềm miễn phí (bitbloq) và một nền tảng cho cộng đồng người dùng, DIWO (làm điều đó với những người khác).
Trong Hội chợ đồ chơi ở Đức vào tháng 1 năm 2016, BQ đã giới thiệu robot học tập Zowi, nhằm mục đích làm quen với trẻ em với công nghệ robot và cũng cho phép in 3D.  Zowi  không chỉ có thể được tạo lại, vỏ và phụ kiện của nó cũng có thể được sản xuất bằng máy in 3D tại nhà.